# Kalsa
Kalsa o Mandamento Tribunali és un barri històric de la ciutat italiana de Palerm, a Sicília.

## Noms
El nom comú del barri, Kalsa, deriva del nom històric àrab del districte, Al-Khalisa. El nom formal de barri, Mandamento Tribunali, que significa "districte de tribunals," prové de la presència dels tribunals de la Inquisició espanyola al Palazzo Chiaramonte-Steri.

## Història
Al-Khalisa fou una fortalesa fatimita propera a Palerm construïda el 937/938 per Khalil ibn Ishak ibn Ward, enviat a Sicília pel califa fatimita Al-Qàïm (934–946) per reprimir una revolta local contra el governador Salim ibn Asad ibn Rashid al-Kutami (també esmentat com Salim ibn Abi Rashid, 917–937).
El nom d'al-Khalisa vol dir "La Pura"; el nom donat pels sicilians i altres italians fou Chalcia, Halcia i més rarament Chalesa i més tard Alza o Alcza, del que va derivar el modern nom d'Ausa. En endavant fou la residència del governador musulmà de l'illa.